# Luciano I de Mônaco
Lucien (1487 - 22 de Agosto de 1523) foi o Senhor de Mônaco de 11 de Outubro de 1505, quando assassinou seu próprio irmão João II, até a sua morte.
ELe foi o terceiro filho do casamento de Lamberto Grimaldi e Claudine Grimaldi e segundo na linha de sucessão pois seu irmão mais velho Luís foi deserdado devido a insanidade.  Em 25 de Setembro de 1514 casou-se com Jeanne de Pontevès-Cabanes.
Luciano foi assassinado pelo seu sobrinho Bartolomeu Doria de Dolceaqua, filho de sua irmã,  Francoise Doria. Foi sucedido por seu filho Honorato I.